# هاروود (داکوتای شمالی)
هاروود(به انگلیسی: Harwood) شهری در ایالت داکوتای شمالی کشور ایالات متحده آمریکا است که جمعیت آن در سرشماری سال ۲۰۱۰ میلادی، ۷۱۸ نفر بوده‌است.